# Włodzimierz Krynicki (pułkownik)

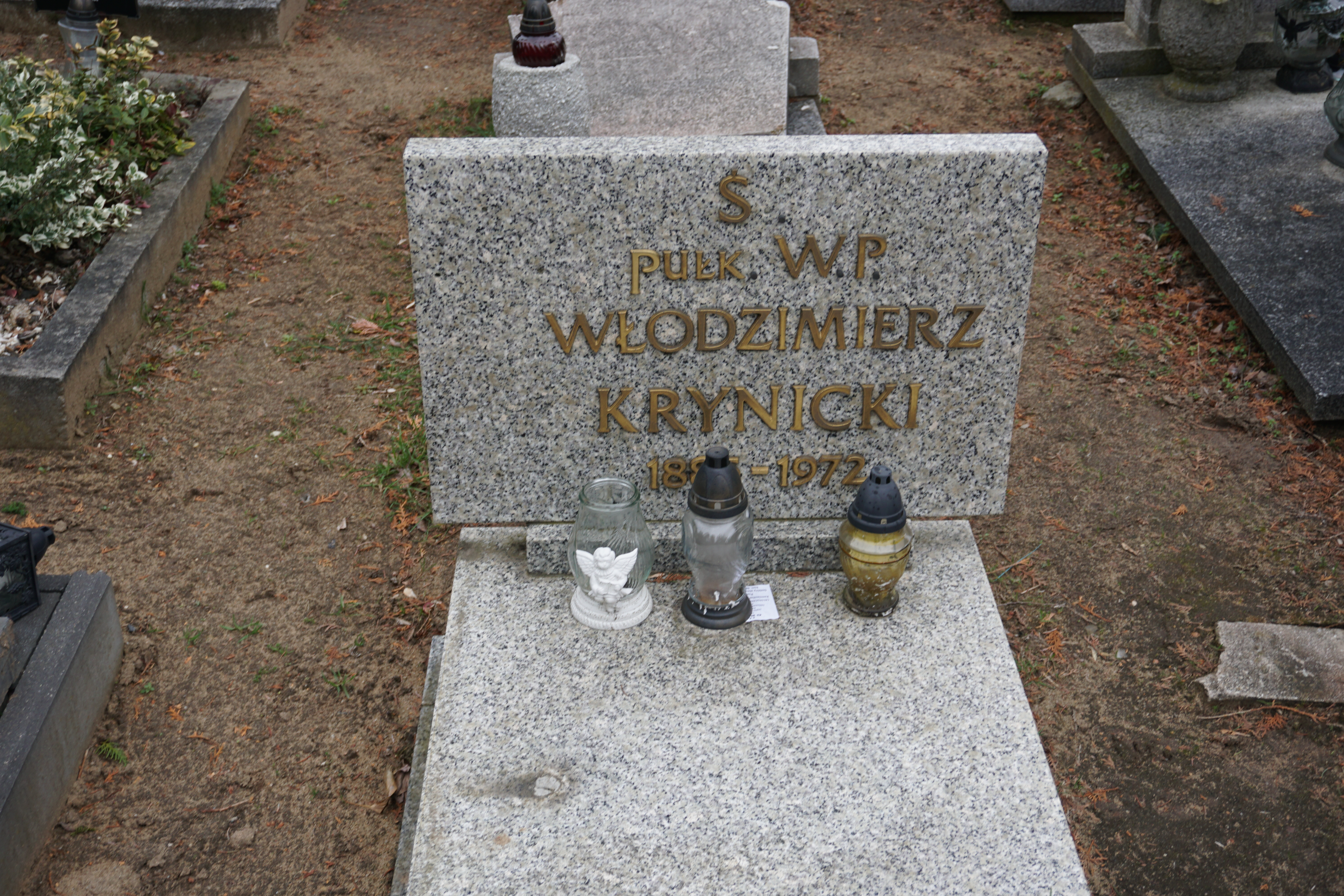
grób płk. Włodzimierza Krynickiego na Cmentarzu Junikowskim

Włodzimierz Krynicki (ur. 15 listopada 1885, zm. 8 maja 1972) – pułkownik piechoty Wojska Polskiego.

## Życiorys
Urodził się 15 listopada 1885. Był zawodowym oficerem cesarskiej i królewskiej Armii. Służbę rozpoczął jesienią 1904 w Galicyjskim Pułku Piechoty Nr 10 w Jarosławiu w stopniu kadeta-zastępcy oficera ze starszeństwem z 1 września 1904. W 1908 został przeniesiony do 2 Tyrolskiego Pułku Strzelców Cesarskich w Bolzano. W czasie I wojny światowej jego oddziałem macierzystym był Batalion Strzelców Polnych Nr 27. W czasie służby w c. i k. Armii awansował na kolejne stopnie w korpusie oficerów piechoty: porucznika (starszeństwo z 1 maja 1906), nadporucznika (starszeństwo z 1 maja 1912) i kapitana (starszeństwo z 1 lipca 1915).
Po odzyskaniu przez Polskę niepodległości został przyjęty do Wojska Polskiego. 11 czerwca 1920 roku został zatwierdzony z dniem 1 kwietnia 1920 roku w stopniu podpułkownika, w piechocie, w grupie oficerów byłej armii austriacko-węgierskiej. Pełnił wówczas służbę w Biurze Prezydialnym Ministerstwa Spraw Wojskowych. 1 czerwca 1921 roku pełnił służbę w Oddziale V Sztabu MSWojsk., a jego oddziałem macierzystym był 13 Pułk Piechoty. 3 maja 1922 roku został zweryfikowany w stopniu pułkownika ze starszeństwem z 1 czerwca 1919 roku i 124. lokatą w korpusie oficerów piechoty, a jego oddziałem macierzystym był nadal 13 Pułk Piechoty. Od 1923 roku był dowódcą 63 pułku piechoty w Toruniu. 21 sierpnia 1926 roku został przydzielony do 30 Dywizji Piechoty na stanowisko oficera sztabowego ds. Przysposobienia Wojskowego.
We wrześniu 1927 został przydzielony do Powiatowej Komendy Uzupełnień Kraśnik na stanowisko komendanta. W marcu 1929 został zwolniony z zajmowanego stanowiska i pozostawiony bez przynależności służbowej z równoczesnym oddaniem do dyspozycji dowódcy Okręgu Korpusu Nr II. Z dniem 30 czerwca 1929 został przeniesiony w stan spoczynku. W 1934 jako pułkownik w stanie spoczynku był przydzielony do Oficerskiej Kadry Okręgowej nr VII jako oficer przewidziany do użycia w czasie wojny i pozostawał wówczas w ewidencji Powiatowej Komendy Uzupełnień Poznań Miasto. Mieszkał w Przeźmierowie.
Zmarł 8 maja 1972 i został pochowany na Cmentarzu Junikowo w Poznaniu (pole 9-5-15-572).

## Ordery i odznaczenia
- Krzyż Oficerski Orderu Odrodzenia Polski (2 maja 1922)[23][24]
- Order Żelaznej Korony 3 klasy z dekoracją wojenną i mieczami (Austro-Węgry)[25]
- Krzyż Zasługi Wojskowej 3 klasy z dekoracją wojenną i mieczami (Austro-Węgry)[25]
- Signum Laudis Srebrny Medal Zasługi Wojskowej z mieczami na wstążce Krzyża Zasługi Wojskowej (Austro-Węgry)[25]
- Signum Laudis Brązowy Medal Zasługi Wojskowej z mieczami na wstążce Krzyża Zasługi Wojskowej (Austro-Węgry)[25]
- Krzyż Wojskowy Karola (Austro-Węgry)[25]
- Krzyż Jubileuszowy Wojskowy (Austro-Węgry)[25]